# Chylismia brevipes
Chylismia brevipes là một loài thực vật có hoa trong họ Anh thảo chiều. Loài này được (A.Gray) Small mô tả khoa học đầu tiên năm 1896.

## Hình ảnh

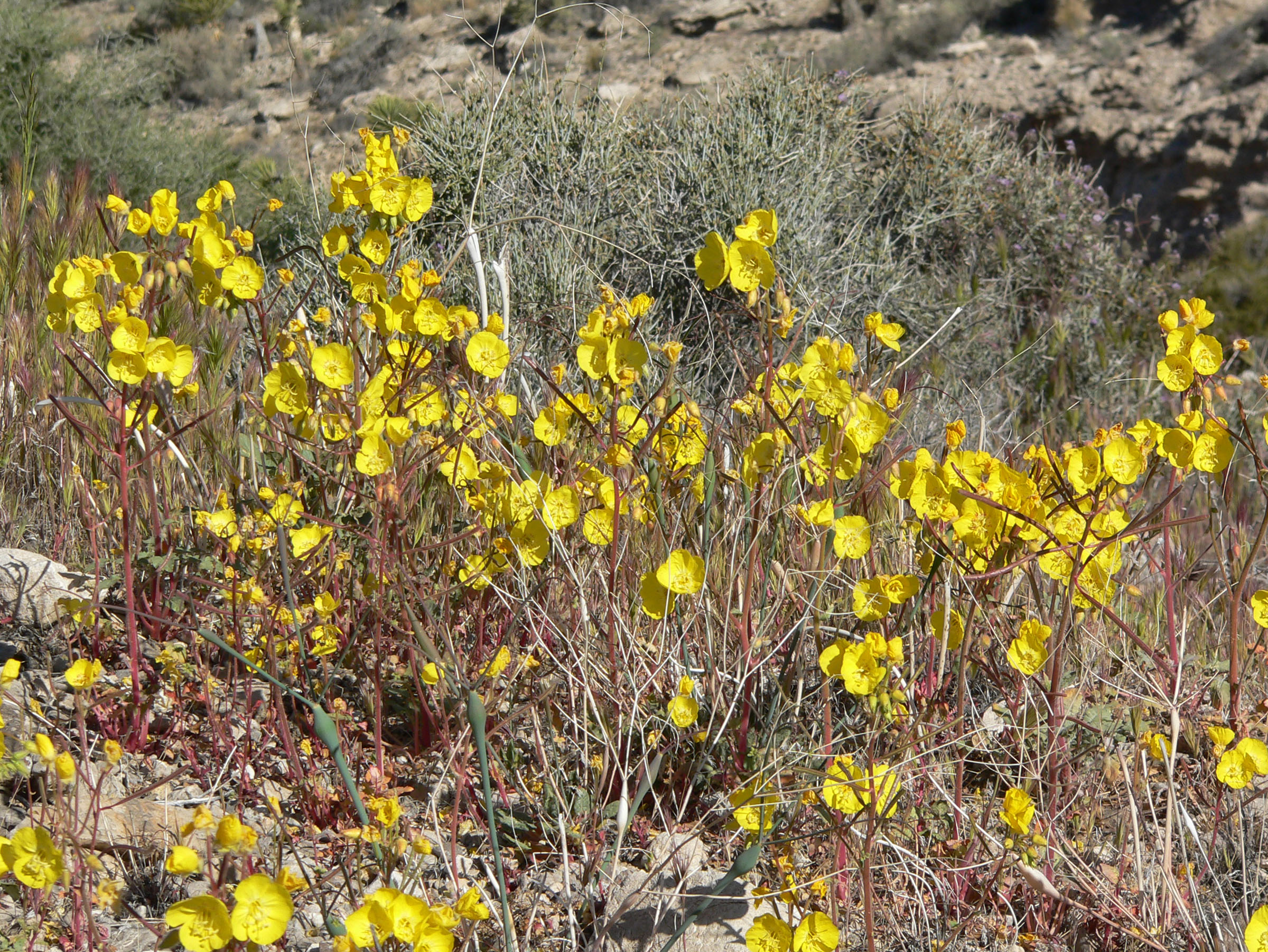
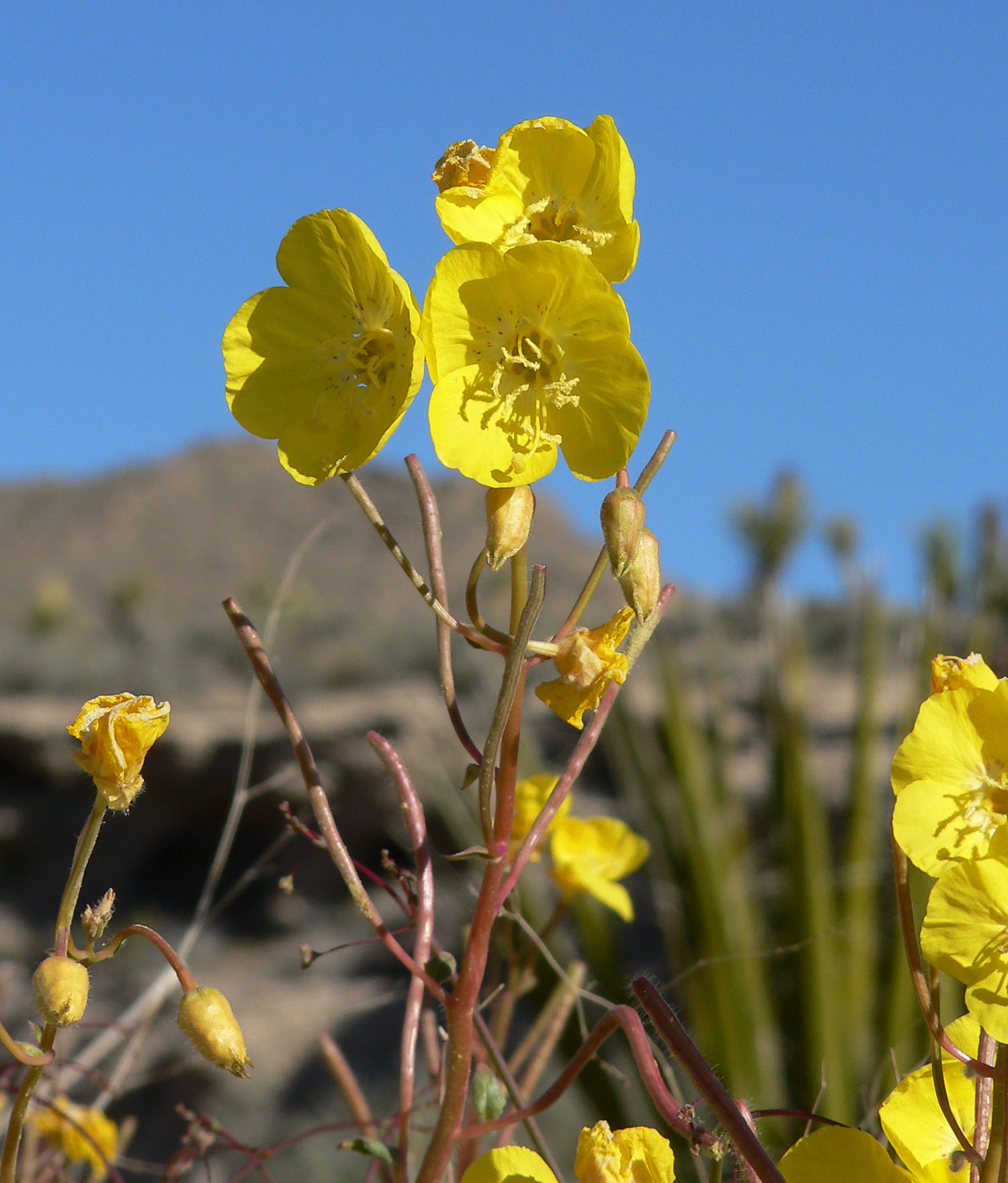
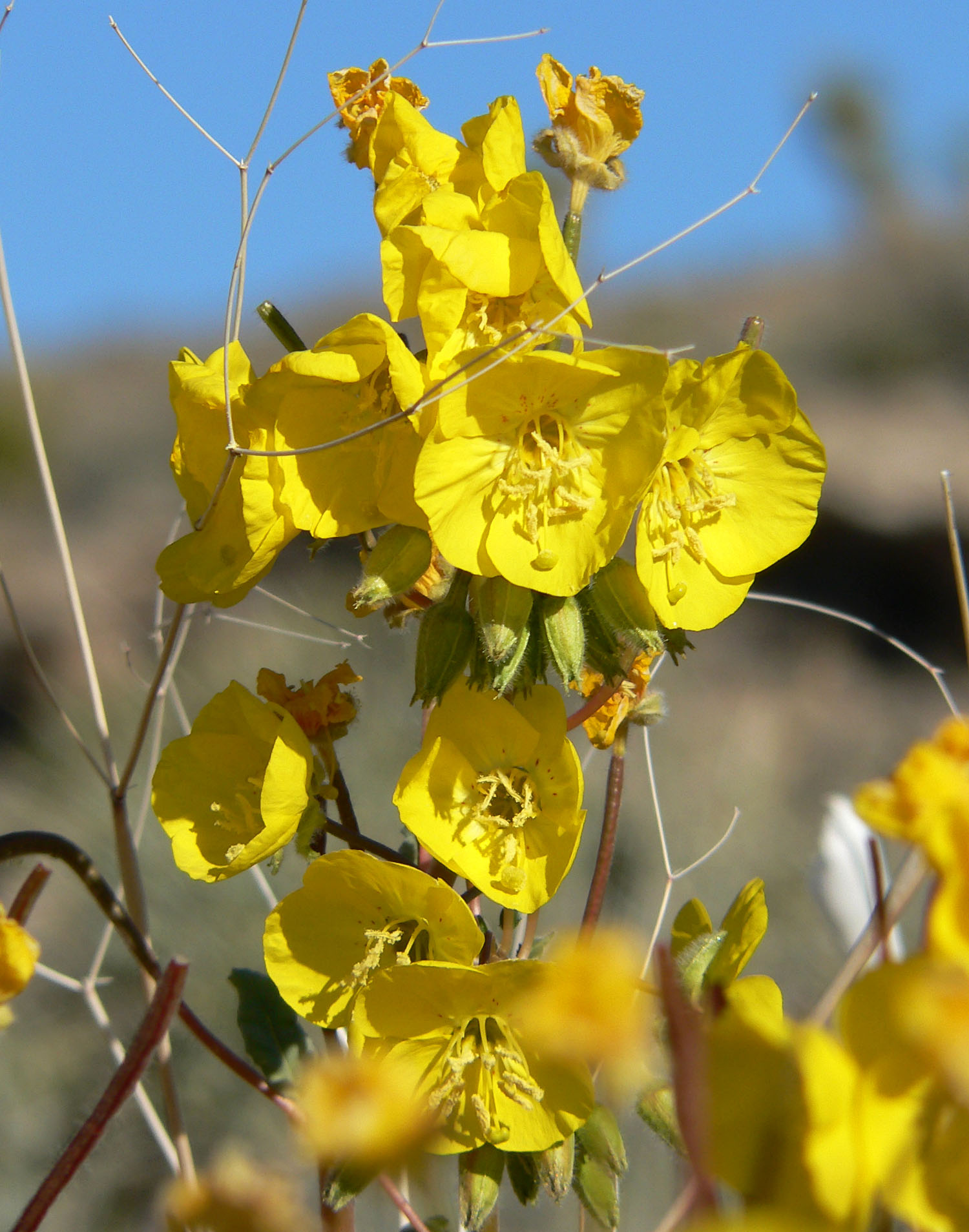
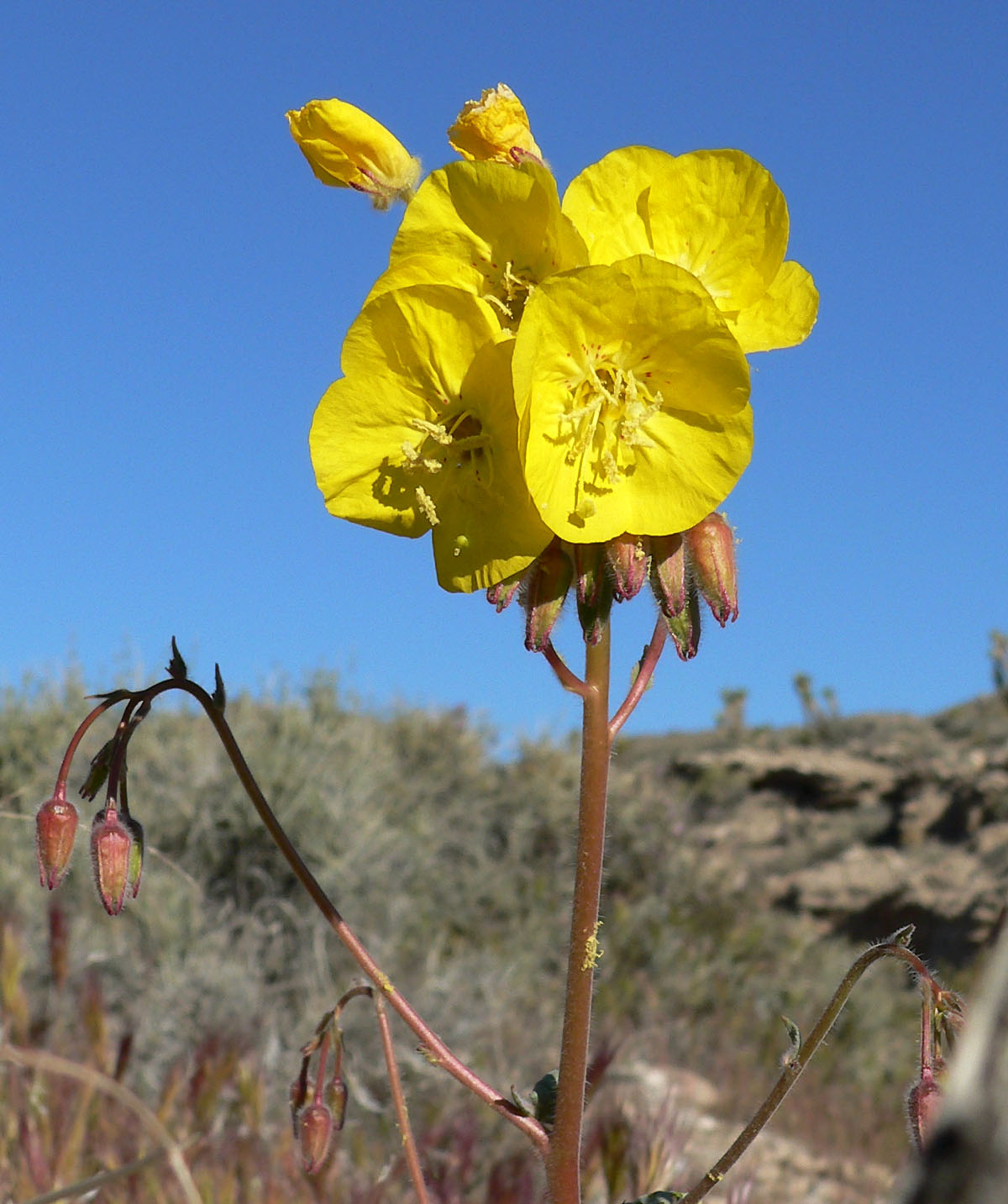